# Раскольный
Раско́льный — хутор в Верхнедонском районе Ростовской области.
Входит в состав Шумилинского сельского поселения.

## История
По данным на 1925 год хутор Бабинский входил в состав Николаевского сельсовета Казанского района Донецкого округа. Хутор состоял из 37 дворов в которых проживало 215 человек. На карте 1941 года хутор обозначен под названием Расколинская ферма (Бабинская).

## Население
| 1989 | 2002 | 2010 |
| ---- | ---- | ---- |
| 213  | ↗220 | ↘201 |

## Улицы
На хуторе имеется одна улица: Раскольная.

## Археология
Территория Ростовской области была заселена ещё в эпоху неолита. Люди, живущие на древних стоянках и поселениях у рек, занимались в основном собирательством и рыболовством. Степь для скотоводов всех времён была бескрайним пастбищем для домашнего рогатого скота. От тех времен осталось множество курганов с захоронениями жителей этих мест. Курганы и курганные группы находятся на государственной охране.
Поблизости от территории хутора Раскольного Верхнедонского района расположено несколько достопримечательностей — памятников археологии. Они охраняются в соответствии с Федеральным законом от 25.06.2002 N 73-ФЗ «Об объектах культурного наследия (памятниках истории и культуры) народов Российской Федерации», Областным законом от 22.10.2004 N 178-ЗС «Об объектах культурного наследия (памятниках истории и культуры) в Ростовской области», Постановлением Главы администрации РО от 21.02.97 N 51 о принятии на государственную охрану памятников истории и культуры Ростовской области и мерах по их охране и др.
- Курганная группа «Гусынка II» из двух курганов. Находится на расстоянии около 6,7 км к юго-востоку от хутора Раскольного.
- Курганная группа «Гусынка III» (5 курганов). Находится на расстоянии около 7,8 км к юго-востоку от хутора Раскольного.
- Курганная группа «Гусынка IV» (2 кургана). Находится на расстоянии около 8,4 км к юго-востоку от хутора Раскольного.
- Курганная группа «Гусынка V» (3 кургана). Находится на расстоянии около 9,2 км к югу от хутора Раскольного.
- Курганная группа «Осиновый I» (6 курганов). Находится на расстоянии около 10,0 км к югу от хутора Раскольного.
- Курганная группа «Раскольный I» (3 кургана). Находится на расстоянии около 1,7 км к юго-западу от хутора Раскольного.[7].